# Contea di Londonderry
La contea di Derry o Londonderry (Doire in gaelico irlandese, Contae Dhoire esteso; Coonty Lunnonderrie / Coonty Derrie in Ulster Scots) è una delle trentadue contee dell'Irlanda e delle sei sotto il controllo britannico. Non ha più valenza politica e amministrativa, ma solo culturale e sportiva. Confina, per quel che riguarda il territorio della sua nazione, partendo da ovest, con Antrim e Tyrone, mentre ad ovest col Donegal che fa parte della Repubblica d'Irlanda; si affaccia, invece, a nord sull'Oceano Atlantico, a nord-ovest sul Lough Foyle a sud-est su una piccola parte del Lough Neagh.
Deve il nome alla città di Derry (o Londonderry), compresa nel territorio.

## Toponomastica
Come per la città principale del territorio, Derry o Londonderry, una forte disputa riguarda il nome della contea: per i nazionalisti la contea deve chiamarsi Derry, per gli unionisti Londonderry. Mentre però per la città la situazione è veramente caotica, dato che già esisteva una città gaelica che si chiamava Doire e fu esplicitamente ribattezzata col prefisso London- (prefisso oggi tolto dal Consiglio cittadino ma ancora presente nel Royal Charter), non è mai preesistita una contea di Derry. Le contee furono infatti create dai britannici per modernizzare al tempo la suddivisione dell'isola, troppo frammentata in regni di discrete dimensioni e altri molto piccoli, e fu direttamente chiamata Londonderry. Sebbene, quindi, ci siano meno incertezze rispetto alla città, tuttavia la situazione è tutto tranne che chiara, dato che il corrispettivo gaelico per la contea è lo stesso della città, e alcune fonti nazionaliste, forti del fatto che il nome della contea deriva comunque da quello dell'insediamento, continuano a chiamarla County Derry.

## Topografia

### Orografia

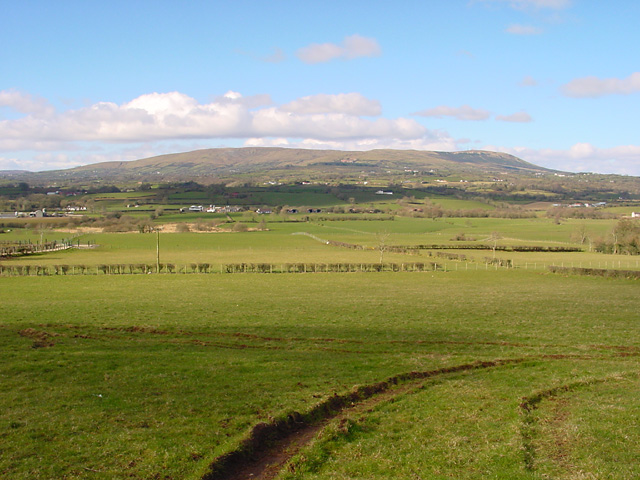
Slieve Gallion

Il territorio della contea è formato principalmente dalle vallate scavate dai fiumi contornate da modesti altopiani che solo raramente si elevano a vere e proprie montagne, mentre nella parte costiera è generalmente piatto.
Lo scenario che offre la Roe Valley, con le pittoresche cittadine di Limavady e Dungiven, è molto attrattiva, e le strade dall'ultimo dei posti citati a Draperstown e Maghera, passando per i valichi di Evishgore e Glenshane, offrono gradevoli visuali dei monti Sperrin e Slieve Gallion.

### Idrografia

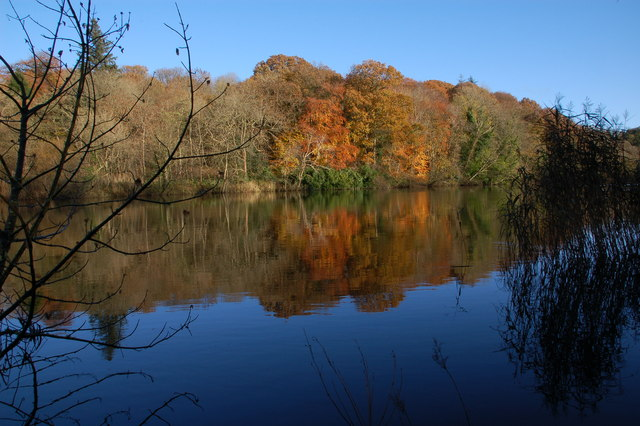
Il Bann vicino Coleraine

Il fiume principale è il Roe, che scorre verso nord dai confini con Tyrone e sfocia nel Lough Foyle davanti Newton-Limavady, e divide la contea in due parti disuguali. Poco ad ovest il Faughan anche sfocia nel Lough Foyle, mentre il fiume Foyle passa soltanto in una piccola porzione del territorio. Nel sud-est il Moyola entra nell'immenso Lough Neagh, mentre il Lower Bann emissario dello stesso lago forma il confine orientale con l'Antrim.
L'unico lago della contea è il Lough Finn vicino al confine con Tyrone, ma il già citato Lough Neagh lambisce circa 10 km del territorio sud-orientale.

### Coste e isole

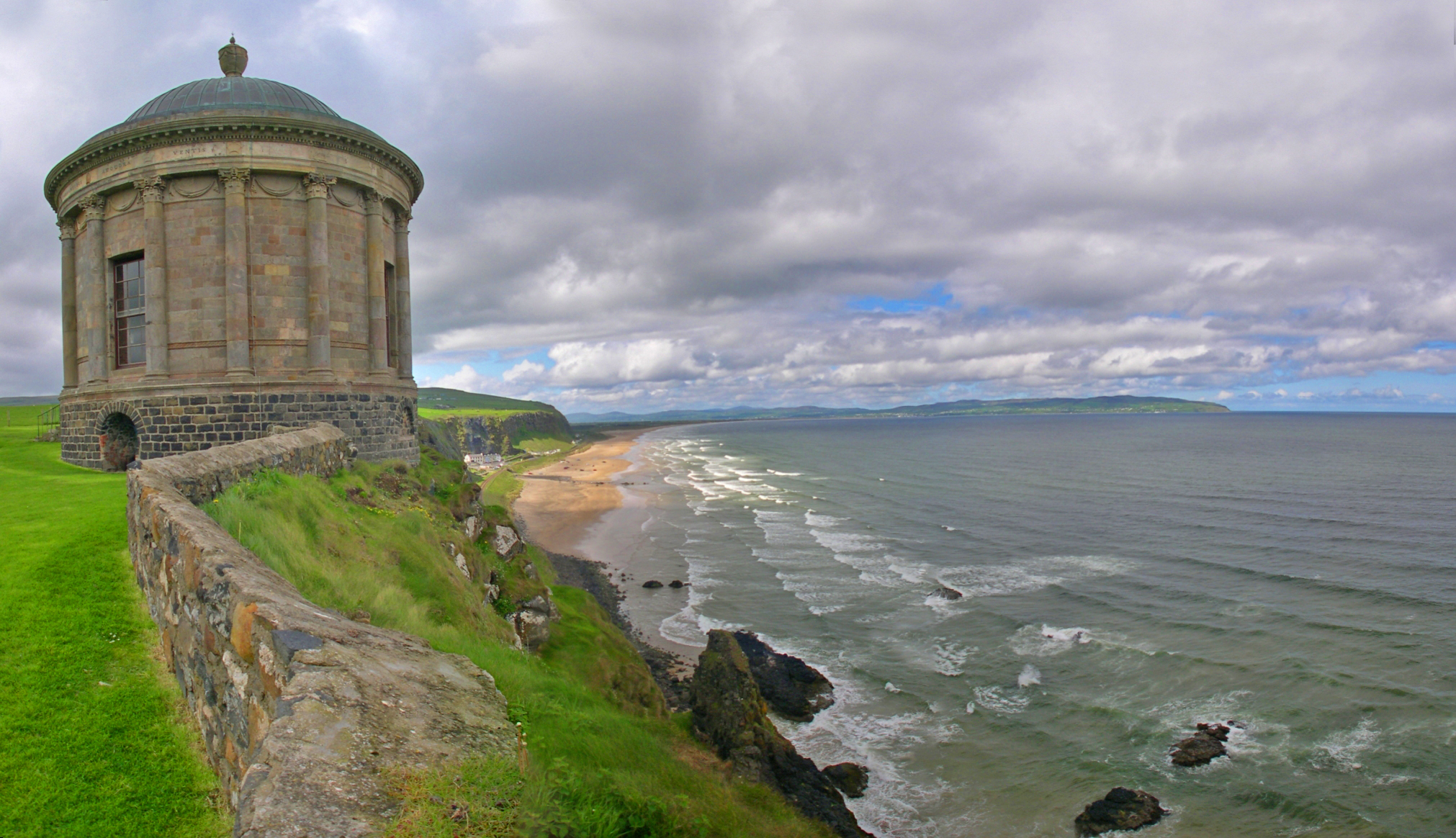
Il Tempio di Mussenden svetta sulla spiaggia di Downhill

La costa della contea è molto suggestiva, formata da lunghe spiagge e scogliere, anche se basse e assolutamente non drammatiche come in altre parti d'Irlanda.
Le sponde del Lough Foyle, che non è un lago come suggerisce il nome, ma in realtà un'insenatura con uno sbocco ristrettissimo, attraggono molti turisti; procedendo verso nord ed ovest, la costa si fa leggermente più impervia, affacciandosi sull'Oceano in scogliere e lunghe spiagge, come a Downhill; Castlerock, Magilligan e Portstewart sono località marittime molto apprezzate.
Non ci sono isole che fanno parte della contea.

### Clima
Il clima della contea è simile a quello di Antrim e Donegal, molto instabile, a tratti freddo ed eccessivamente piovoso, assolutamente poco favorevole all'agricoltura.

## Storia
In periodi lontani parte del territorio che oggi forma la contea era abitato dal clan degli O'Cathans (od O'Catrans), tributari dei ben più potenti O'Neill di Tyrconnell. Col passare dei secoli apparvero i Normanni, la cui presenza divenne sempre più pesante e minacciosa fino al regno di Elisabetta, periodo nel quale fu creata l'antenata dell'attuale contea, col solo scopo di detronizzare gli O'Neill ancora signori indiscussi del territorio: la contea del tempo era più piccola dell'attuale, dato che mancava tutta la fascia occidentale (che era nel regno di Tyrconnell) e si chiamava County Coleraine, dalla sua county town, Coleraine appunto. Nel 1609, dopo la confisca dei possedimenti degli O'Neill, i cittadini di Londra ottennero il possesso delle cittadine di Derry e Coleraine con le terre circostanti, 60 acri circa assegnati ai territori della Chiesa. Il Consiglio Comune di Londra, tuttavia, decise di spendere 20 000 sterline per reclamare la proprietà di quei territori ed elesse un organo di 26 membri per il controllo e la gestione, che nel 1613 furono incorporati nella Irish Society, riuscendo a mantenere proprie la città di Derry, ribattezzata per questo Londonderry con la contea, e Coleraine: il resto delle terre fu diviso tra 12 grandi compagnie londinesi.
Fu Giacomo II nel 1673 a sequestrare tutte le tenute e a cancellare il charter della Irish Society; tuttavia Oliver Cromwell fece l'esatto contrario, mentre Carlo II, durante la Restaurazione concesse un nuovo charter e confermò le proprietà. Nell'insurrezione del 1641 Moneymore fu assediata dagli Irlandesi, mentre Magherafelt e Bellaghy (chiamata allora Vintner's Town), bruciate insieme ad altri insediamenti minori.
Rimasta parte del Regno Unito dopo la partizione dell'isola d'Irlanda del 1922, è una delle contee che più ha sofferto il periodo del Conflitto nordirlandese, dato il violento contrasto settario della città di Derry / Londonderry e il fatto che sia una zona di confine. Ad oggi 123 persone hanno perso la vita in agguati, attentati o violenza settaria negli anni, mentre uno degli episodi più tragici e conosciuti, il Bloody Sunday, è accaduto proprio nel Bogside di Derry.

## Politica
Sin dal 1973 la contea non ha più valenza politica, dato che l'Irlanda del Nord è stata divisa in distretti. I vari consigli che occupano il territorio della vecchia contea sono il Distretto di Coleraine, il Derry City Council per l'area urbana della città, il Distretto di Limavady ed il Distretto di Magherafelt; anche una piccola parte del Distretto di Cookstown è nel territorio, mentre la porzione più grande fa parte di Tyrone.
Prima del 1613 la county town della contea era Coleraine, che le dava anche il nome, poi divenne ovviamente Derry / Londonderry.

## Cultura
Ci sono molte pietre poste a cerchio, e un gran numero di grotte artificiali. Il più antico castello di origine Irlandese è quello di Carrickreagh. Fra i castelli eretti dagli Inglesi quelli di Dungiven e Muff sono in buono stato di conservazione. L'abbazia di Dungiven, fondata nel 1109, e costruita su una roccia a circa 61 metri al di sopra del fiume Roe, è una rovina pittoresca.

## Città ed insediamenti
- Derry / Londonderry
- Coleraine, Limavady
- Aghadowey, Aghanloo, Agivey, Ardgarvan, Ardmore, Articlave, Artikelly
- Ballinascreen, Ballinderry, Ballykelly, Ballymacguigan, Ballyrashane, Ballyronan, Ballyrory, Ballyscullion, Banagher, Bellaghy, Benone, Burnfoot
- Campsey, Carrowclare, Castledawson, Castlerock, Clady, Claudy, Creagh, Culmore, Culnady, Curran
- Derrygarve, Derrynaflaw, Desertmartin, Downhill, Draperstown, Drumahoe, Drumraighland, Drumsurn, Dungiven
- Eglinton
- Faughanvale, Feeny, Foreglen, Formoyle
- Garvagh, Glack, Glenone, Glenullin, Gortnahey, Goshedan, Greenlough, Greysteel, Gulladuff
- Hillhead
- Inishrush
- Killaloo, Killowen, Killywool, Kilrea, Kilcronaghan, Knockcloghrim
- Largy, Lavey, Lettershendoney, Lissan, The Loup
- Macosquin, Maghera, Magherafelt, Magilligan, Maydown, Moneymore, Moneyneany
- Newbridge, New Buildings, Nixon's Corner
- Owenbeg
- Park, Portstewart
- Slaughtneil, Straidarran, Strathfoyle, Straw, Swatragh
- Tamlaght, Tamlaght Finlagan, Tamlaght O'Crilly, Tamlaghtard, Tamnaherin, Templemore, Termoneeny, Tobermore
- Upperlands

## Luoghi d'interesse
- Lough Foyle
- Lough Neagh
- Tempio di Mussenden
- Tenuta di Downhill